# Импульс (фотоклуб)
Фотоклуб «Импульс» (с 1982 года — Народный фотоклуб «Импульс») — общественная организация фотохудожников-любителей, созданная 18 ноября 1962 года в городе Миасс (Челябинская область) при профкоме СКБ-385. Члены клуба — организаторы и участники городских, областных, всесоюзных и международных фотофестивалей и фотофорумов, авторы книг, фотоальбомов, персональных выставок. Пик активности фотоклуба пришёлся на 1980-е годы. В 1982 году фотоклубу «Импульс» было присвоено звание «Народный» коллектив. Самая известная фотовыставка клуба — «Озеро наших тревог, наших надежд».

## История
18 ноября 1962 года в новом микрорайоне города Миасс (Челябинская область) — на Машгородке, при профкоме СКБ-385 было образовано творческое объединение фотографов и кинолюбителей (ТОФиК). Оно началось с выставки фотографов двух предприятий Машгородка. Организатором выставки был Виктор Дундуков. В том же году ТОФиК под председательством Виктора Дундукова было переименовано в фотоклуб «Импульс», которому было выделено помещение в строящемся Дворце культуры «Прометей». Членами клуба была оборудована фотолаборатория и небольшой зал-гостиная.
В 1964 году председателем фотоклуба был избран Михаил Терентьев (1939—2017), остававшийся на этом посту до 2017 года.
Коллектив фотоклуба состоял из 25-30 человек, окончивших вузы Ленинграда, Казани, Томска, Новосибирска, Днепропетровска, Челябинска.
С 1974 года теоретиком, вдохновителем и душой коллектива фотоклуба, его действительным и почётным членом был Леонид Оболенский (1902—1991).
В 1979 году клуб добился выделения в кинотеатре «Восток» зала для проведения выставок. В нём жители Миасса и гости города знакомились с работами фотохудожников, художников, с произведениями детского и народного творчества. За первые три года работы зала в нём было организовано более 30 выставок, которые для жителей Машгородка и коллектива КБ Машиностроения являлись культурными событиями.
Фотоклуб проводил творческие встречи, семинары, обмен выставками. К 1982 году он провёл 13 своих отчётных выставок. Ряд членов фотоклуба — авторы персональных выставок и книг
На период со второй половины 1970-х по конец 1980-х годов пришёлся период творческого подъёма фотоклуба, при этом пик его активности — 1980-е годы.
Пятерым членам фотоклуба (Ю. Н. Ененко, В. В. Ивановскому, Ю. П. Липину, В. А. Сайбелю и М. М. Терентьеву) в 1977 году были присвоены звания заслуженный участник художественной самодеятельности.
В 1982 году фотоклубу «Импульс» было присвоено звание «Народный» коллектив.

## Основные выставки с участием членов фотоклуба
Члены фотоклуба — организаторы и участники ряда выставок, в том числе всероссийских, всесоюзных и международных, среди которых:
- «Пейзаж-67» (Миасс)
- 1-й Уральский фотослёт (Свердловск, 1970)
- 1-й Всероссийский фестиваль самодеятельного творчества (Москва, 1976)
- Фестиваль фотокоров и фотолюбителей Урала, Сибири и Дальнего Востока (Челябинск, 1978)
- «Бифото» (Берлин; 1978, 1985)
- «Мой адрес — Советский Союз» (1979)
- «World-Press-Photo-79» (Амстердам)
- «Таллинские паруса — 79»
- «Кадр-80» (Армавир)
- Всероссийский фотоконкурс «Серебряная медаль» (Москва, 1981)
- «СССР — 60» (Таллин, 1982)
- «Человек на земле» (Астрахань, 1983)
- «В объективе — наша юность» (Челябинск, 1983)
- «Мир планеты» (Курган, 1984)
- «Фотообъектив и жизнь» (Москва, 1984)
- «Человек и металл» (Липецк, 1984)
- «Озеро наших тревог, наших надежд» (Миасс, 1986)
- «Из пламени Афганистана» (Миасс, 1990)[2]
- «Коллеги»
- «Лидер-81»
- «Уголок России — отчий дом» (Пермь-86)
- «Фотоюморина-86»
- «Оружием смеха»
- «Россия — отчий дом»
- «Агидель-89» (Уфа)
- «Выставка к 150-летию фотографии»[7]
- «Таганай-87» (Златоуст)
- «Кадр-90»
- «Зона Сибири и Урала» (Златоуст, 1990)[12]

Многие члены клуба стали обладателями дипломов, медалей и призов названных выставок.

## Фотовыставка «Озеро наших тревог, наших надежд»
Фототворчество членов «Импульса» в некоторых случаях носило характер общественных акций, вызывая общественный резонанс и в итоге приводя к положительным изменениям в жизни города. Пример чему — проведённая в 1986 году в Миассе персональная выставка  Михаила Терентьева «Озеро наших тревог, наших надежд», которая была посвящена состоянию озера Тургояк, катастрофически мелевшего в тот период. Выставка изначально задумывалась как пейзажная. Потом в неё было решено включить экологические сюжеты, научную и литературную составляющие. В результате представленные на выставке материалы вышли, по сути, за пределы формата «обычной» фотовыставки. Они были восприняты общественностью «не столько как искусство, а как документ — призыв к защите озера» и обусловили возникновение широкой публичной акции по защите озера.
Выставка «Озеро наших тревог, наших надежд» положила начало движению за спасение озера Тургояк. Дискуссии по поднятым ею проблемам проходили в посёлке Тургояк, на всех крупных предприятиях Миасса, во всех его Дворцах культуры, в Челябинске, Москве. Организаторы выставки добились организации в городе комитета по защите озера, в состав которого вошли три члена «Импульса», включая Михаила Терентьева.

Миасские любители (клуб «Импульс») выступили в защиту озера Тургояк, которому грозила гибель. Проведённое ими фотоисследование они оформили в виде выставки, положившей начало активным выступлениям общественности — в итоге городские власти разработали план мероприятий по спасению этой жемчужины Урала.
— Стигнеев В. Т., искусствовед, кандидат философских наук, почётный член Союза фотохудожников России.
Спустя два десятилетия об организаторах фотовыставки «Озеро наших тревог, наших надежд» в местной газете констатировалось: «Нельзя сказать, что они спасли озеро, но то, что приостановили откачку из него воды — это факт».
За защиту озера Тургояк Михаил Терентьев был награждён медалью ВДНХ.

## Педагогическая деятельность
В 1973 при миасской школе № 6 участниками «Импульса» был организован фотокружок «Икар». Его руководителем стал М. М. Терентьев. 
В 1982 году на Машгородке, в Клубе юных техников была образована детская фотостудия «Ритм». Руководитель — член фотоклуба «Импульс» Е. А. Макеев.
Воспитанники названных кружков были неоднократными участниками детского Всероссийского фестиваля фототворчества «Юность России» (Москва, 1992—2002).
За развитие детского фототворчества на Урале М. М. Терентьев и Е. А. Макеев в 1985 году были награждены медалями ВДНХ СССР.
«Подвижник детского фототворчества» М. М. Терентьев с 2005 года — организатор и руководитель студенческого фотоклуба «Митенки» при филиале Южно-Уральского государственного университета в городе Миассе. Клуб назван в честь первого уральского фотографа В. Л. Метенкова (1857—1933), родившегося в Миассе. Многие члены фотоклуба — участники и лауреаты городских, областных, региональных, всероссийских и международных фотоконкурсов, фестивалей и выставок.

## Книги и фотоальбомы, созданные членами фотоклуба
- Фотография на память. — Екатеринбург: Банк культурной информации, 1986.
- Мой приветливый город — Миасс: Геотур, 1988, 1997, 1998.
- Под покровом Ильмен. Страницы истории Машгородка / Ред.-сост. Г. Медведева. — Миасс: Геотур, 1999, 2001, 2002.
- Оружейники
- Тюлюк. Уральский Фавор
- Глаза в глаза. Портрет современника
- Фототворчество России (1991)
- Тургояк (1993)
- Золотая долина (1994)
- Синегорье (1995)
- Фотография на память (1996)
- Среднеуральский женский монастырь[5][8][10]
- Три главы творчества[3]

## Известные члены фотоклуба
- Михаил Михайлович Терентьев (1939—2017), член Союза фотохудожников России, председатель его Ревизионной комиссии[8][16]
- Леонид Леонидович Оболенский (1902—1991) — «патриарх отечественного кинематографа»[3]
- Евгений Александрович Макеев, член Союза фотохудожников России, председатель Южно-Уральской территориальной организации Союза фотохудожников России[12]
- Александр Алексеевич Мизуров, член Союза журналистов России
- Виктор Адамович Сайбель (1937—2017)
- Борис Александрович Смирнов (род. 1942), заслуженный работник ракетно-космической промышленности Российской Федерации
- Виктор В. Ивановский
- Юрий Петрович Липин (род. 1938)
- Юрий Николаевич Ененко (род. 1938)[2][4][7][17]

### Воспоминания
- Ушков Александр. След во Вселенной. 18 ноября 1962 года в Миассе был основан фотоклуб «Импульс» // Миасский рабочий, 19.11.2002
- Мизуров Александр. «Дарили карточки и души…» // Сайт «Новости Миасса», 28.10.2019